# 鹏程街道
鹏程街道是中华人民共和国贵州省毕节市大方县下辖的一个街道办事处。2019年8月8日，设置鹏程街道。鹏程街道辖原普底彝族苗族白族乡的鹏程社区、桥头社区、大水社区、石牛社区、坪子社区、启化村和原黄泥塘镇的在拱社区、箐门村、在拱村，以及原凤山彝族蒙古族乡的联兴村、白鸡村。

## 行政区划
鹏程街道下辖以下村级行政区划单位：
鹏程社区、大水社区、石牛社区、坪子社区、桥头社区、在拱社区、启化村、在拱村、箐门村、白鸡村、联兴村。